# 수탉과 황소 이야기
《수탉과 황소 이야기》(영어: A Cock and Bull Story 혹은 영어: Tristram Shandy: A Cock and Bull Story)는 영국에서 제작된 마이클 윈터보텀 감독의 2005년 코미디 영화이다. 로런스 스턴의 메타픽션 "트리스트럼 섄디의 일생과 의견"(1759)을 원작으로 삼은 영국 영화 제작 현장에서 벌어지는 이야기를 다루며, 출연진 중 스티브 쿠건, 롭 브라이던, 킬리 호스, 셜리 헨더슨, 질리언 앤더슨, 딜런 모런, 스티븐 프라이 등은 극중극 인물에 더해 배우 자기 자신으로도 나온다. 앤드루 이턴 등이 제작에 참여하였다.

## 줄거리
대저택에서 촬영되는 영화 "트리스트럼 섄디의 일생과 의견"에서 제목 속 주인공과 아버지 월터 섄디 역을 동시에 맡은 스티브 쿠건은 조연인 삼촌 토비 섄디 역을 맡은 배우 롭 브라이던과 부딪힌다. 롭 브라이던은 토비 섄디 역이 트리스트럼 섄디 역과 동등한 중요도를 지녔다고 믿고 스스로를 "공동 주연"이라고 칭한다. 일견 오만해보이는 스티브 쿠건은 실은 자기 확신이 부족하며 여성들과 복잡한 애정 관계로 얽혀있다.
영화 안에 포함된 극중극 영화 장면에는 토비가 출전했던 1695년 나뮈르 공성전, 트리스트럼이 잉태된 과정, 출산 장면, 세례식, 트리스트럼이 3살 때 사고로 할례된 사건 등이 있다. 한편 극중극 영화 촬영분은 아니나 스티브 쿠건이 꾸는 꿈 속에서 토비 섄디가 질리언 앤더슨이 연기하는 과부 워드먼의 환심을 사려고 한다.
극중극 영화는 킬리 호스가 연기하는 수재나 섄디가 트리스트럼 섄디를 출산하는 모습을 지켜보던 월터 섄디가 졸도하는 장면으로 끝난다.  
완성된 영화를 제작진과 출연진이 함께 감상한 뒤 누군가가 "그래서 소설은 어떻게 끝이 나요?"라고 질문하자 소설 마지막 부분 재현이 시작된다. 월터 섄디, 토비 섄디, 엘리자베스 섄디, 슬롭 의사, 요릭 목사가 모인 만찬 자리에서 일전에 월터 섄디가 새 황소를 들여왔던 일이 언급된다. 전통에 따라 황소는 교구 내 모든 암소에게 봉사해야했으나 암소가 너무 많아 실패하였고 수태도 시키지 못했다. 엘리자베스 섄디가 무슨 얘기들을 하는 거냐고 묻자 요릭 목사는 "음경과 황소 이야기"(a story about a Cock and a Bull)라고 답하며, 자신이 들어본 황당무계한(cock and bull) 이야기 중 최고라고 말한다.  

## 출연
- 스티브 쿠건 - 트리스트럼 섄디 / 월터 섄디 / 스티브 쿠건 역
- 롭 브라이던 - 토비 섄디 대령 / 롭 브라이던 역
- 킬리 호스 - 엘리자베스 섄디 / 킬리 호스 역
- 셜리 헨더슨 - 수재나 / 셜리 헨더슨 역
- 질리언 앤더슨 - 과부 워드먼  / 질리언 앤더슨 역
- 딜런 모런 - 슬롭 의사 / 딜런 모런 역
- 데이비드 월리엄스 - 부목사 역
- 스티븐 프라이 - 요릭 목사 / 로런스 스턴 생가 박물관 학예사 패트릭 / 스티븐 프라이 역
- 제러미 노섬 - 마크 (감독) 역
- 베네딕트 웡 - 에드 역 역
- 이언 하트 - 조 (작가) 역
- 제임스 플리트 - 사이먼 (제작자) 역
- 나오미 해리스 - 제니 역
- 켈리 맥도널드 - 제니 역
- 마크 윌리엄스 - 잉걸즈비 역
- 그레그 와이즈 - 그레그 역
- 애슐리 젠슨 - 린지 역
- 로니 앵코나 - 어니타 역
- 마크 해드필드

## 기타 제작진
- 공동 제작: 웬디 브레이징턴, 어니타 오벌런드
- 배역: 웬디 브레이징턴
- 미술: 존 폴 켈리
- 의상: 샬럿 월터